# Saxifraga subternata
Saxifraga subternata är en stenbräckeväxtart som beskrevs av H. Sm.. Saxifraga subternata ingår i Bräckesläktet som ingår i familjen stenbräckeväxter. Inga underarter finns listade i Catalogue of Life.